# Atractus attenuates
Atractus attenuates är en ormart som beskrevs av Myers och Schargel 2006. Atractus attenuates ingår i släktet Atractus och familjen snokar. Inga underarter finns listade.
Arten förekommer vid norra delen av den centrala bergstrakten i Colombia. Den vistas vid cirka 1000 meter över havet. Honor lägger ägg.